# نایکاتی
نایکاتی (به لاتین: Naikati) یک روستا در بنگلادش است که در استان باریسال و در ناحیه پیروج‌پور واقع شده است.